# Edward Owusu
Edward Owusu, född 13 januari 1994, är en svensk fotbollsspelare som spelar för Stockholm StreetSoccer FF.

## Karriär
Owusu började spela fotboll som sexåring i IF Brommapojkarna. Han gick 2012 till AIK. Den 31 augusti 2012 lånades han ut till Akropolis IF. I augusti 2013 lånades han ut till norska Adeccoligaen-klubben Kongsvinger IL. I augusti 2014 lånades Owusu ut till Assyriska FF för resten av säsongen 2014. I december 2014 lånades Owusu återigen ut till Akropolis IF, ett lån som varade fram till sommarens transferfönster 2015.
Den 6 augusti 2015 lånades Owusu ut till Piteå IF för resten av säsongen. Efter säsongen skrev han på ett tvåårskontrakt med klubben. Han lämnade dock klubben kort därefter på grund av "personliga skäl".
I mars 2016 värvades Owusu av division 2-klubben Huddinge IF. Han debuterade den 10 april 2016 mot Karlslunds IF HFK (3–3), en match han även gjorde två mål i. Hösten 2017 spelade Edward Owusu i Boo FK i division 2, en klubb som sedan lade ned a-laget efter säsongen.
Inför säsongen 2018 återvände Owusu till Huddinge IF. Sommaren 2018 gick han till Enskede IK. Efter säsongen 2018 avslutade Owusu sin fotbollskarriär. Till säsongen 2020 återvände Owusu till fotbollen för spel i division 3-klubben Spånga IS. Säsongen 2021 gjorde han åtta mål på nio matcher för Stockholm StreetSoccer FF i division 7. Säsongen 2022 gjorde han sju mål på 13 matcher för klubben i division 6.